# 南華體育會運動場
南華體育會賽馬會綜合運動場（英語：South China Athletic Association-Jockey Club Stadium），前稱南華體育會運動場（英語：South China Athletic Association Stadium）是香港一個多用途運動場，位於銅鑼灣加路連山加路連山道，因而有稱加路連山球場（英語：Caroline Hill Stadium）簡稱加山球場，由南華體育會擁有。以往大部份時間用作舉行足球比賽，現在為南華足球隊的訓練球場。

## 歷史
1920年代中期，鑑於南華成績優異，但是沒有場地作為訓練或者比賽用途，南華體育會於是以全香港華人利益為理由，向香港政府請求在加路連山撥地予南華體育會以興建運動場。1928年9月，香港政府撥出銅鑼灣加路連山土地予南華體育會作為會址。1930年代初期，在香港政府及鴉片大王利希慎的支持下，及由時任南華體育會名譽會長羅旭龢及會長羅文錦出面斡旋下，南華體育會成功爭取在該地段興建加山運動場館。運動場館於1934年3月17日開幕，由香港總督貝璐主持開幕儀式，當日亦有一場足球表演賽進行，由南華對聯隊。場館設有一座足球場、網球場、籃球場、排球場、滾球場及田徑等設施。初期球場不設看台，至1953年以三合土製造的看台落成，能夠容納12,000名觀眾。當時不少足球比賽都安排於南華體育會運動場舉行，球場經常人山人海。
後來，由於香港足球發展欠佳，南華體育會運動場已經甚少被使用。1997年，南華體育會加建綜合大樓，四面看台的三面被拆卸後，南華體育會運動場只能夠容納4,000名觀眾。球場草地更成為了高爾夫球練習場的一部分。

## 重建
2010年，南華體育會有計劃重建旗下會所，興建多間酒店及運動場，打算與毗鄰的香港大球場連為一個體育城，其後酒店興建計劃告吹。
2012年，香港賽馬會慈善信託基金捐款1億2,670萬港元，作為《南華體育會看台重建暨足球場及高爾夫球練習場改善工程》支出的一部份，預計足球場的重新興建工程歷時4年，竣工後，南華體育會運動場的座席將會減少為1,000，草場將會放置第4代仿真草草皮，達致可以舉辦香港甲組足球聯賽及國際A級賽事的運動地；看台之上會增加設備室內沙灘排球場及網球場；草場外圍亦會設備田徑跑道供予運動員練習；高爾夫場亦會放置仿真草。
屆時，南華體育會運動場將會更加名稱為南華體育會賽馬會綜合運動場及南華體育會賽馬會高爾夫練習場(SCAA Jockey Club Golf Driving Range)，預計每年可以供予約26萬人次使用。南華體育會表示，該場地將會於早上及中午時段開放予會員使用，會費為每年100港元；其他時段則提供予南華足球隊等屬下運動隊伍訓練，以及讓其他團體租賃使用。
南華體育會副主席許晉奎表示，此次工程是為了增加設施的使用數量。由於現有的草地足球場每年都需要預留逾月封閉以作養植草地，過於浪費資源。設施亦需要改善，才可以供予其他大型團體租賃使用。此外，由於高爾夫、欖球及沙灘排球在香港都發展良好，故此在工程中設立相關設施，以推動上述的運動發展。
2021年5月9日，耗時近9年重建的「南華體育會賽馬會綜合運動場」重開。翻新後的看台座位由7層石壆構建，大約能容納一千人，草地則是採用有機物料的仿真草場，而球場其中一邊龍門後設置果嶺，球場部分範圍會用作高爾夫球練習。附設全港唯一有蓋沙灘排球場，亦有空中環形緩跑徑，跑道選用與東京國立競技場一樣的防震物料，場地會用作南華會田徑部的日常訓練。
原有的看台改建成多用途綜合運動場，為社區帶來先進和多元化設施供市民租用。